# Černožice
Černožice (deutsch Tschernoschitz) ist eine Gemeinde mit 1109 Einwohnern in Tschechien. Sie liegt etwa dreizehn Kilometer nordöstlich von Hradec Králové (Königgrätz) und gehört zum Okres Hradec Králové in der Region Hradec Králové. Historisch gehörte es zum altböhmischen Königgrätzer Kreis.

## Geographie

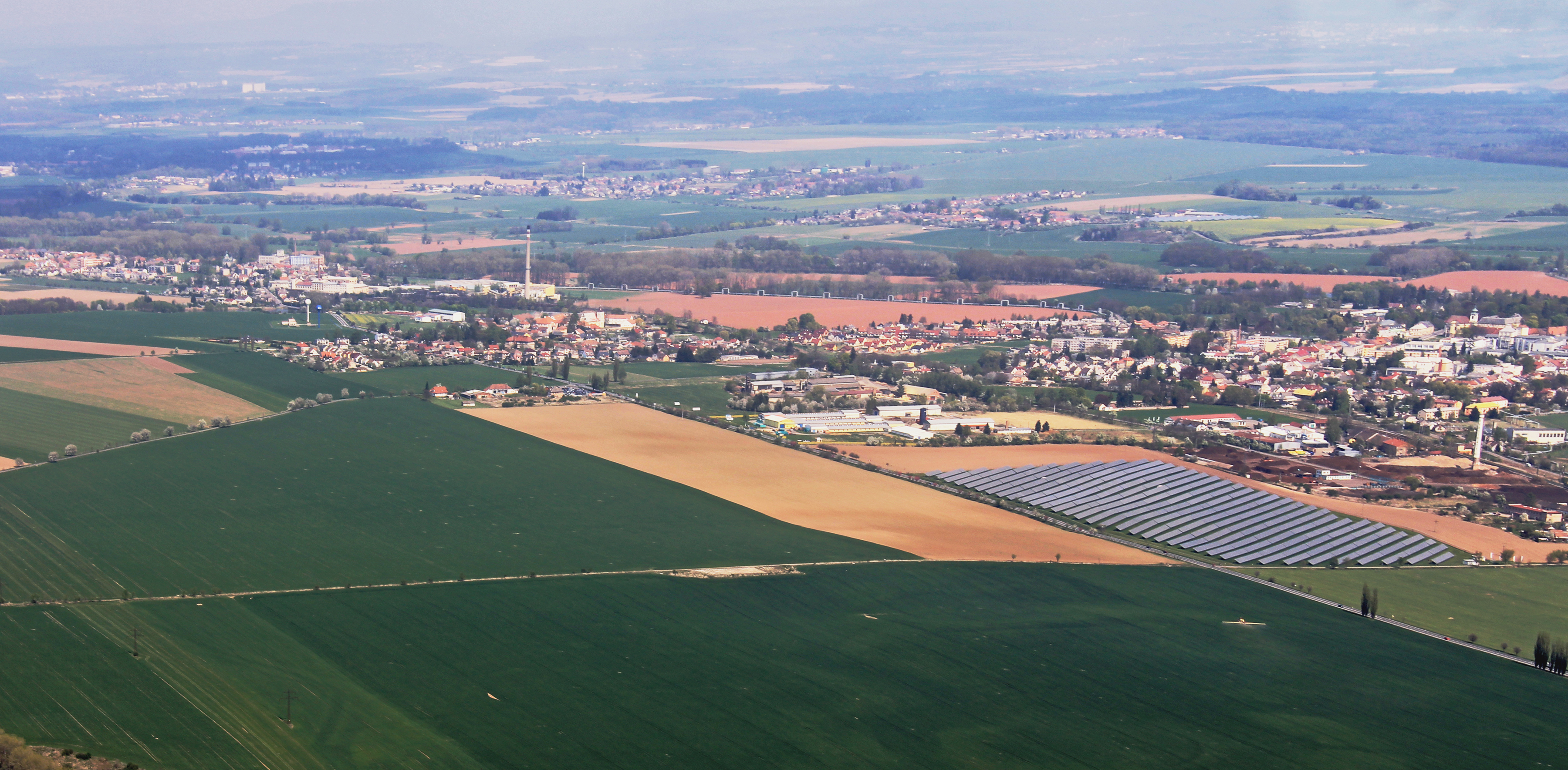
Luftbild von Černožice und dem Nachbarort Smiřice

Nachbarorte von Černožice sind Rožnov im Nordwesten, Jaroměř im Nordosten, Vlkov u Jaroměře im Südosten, im Süden an Smiřice, im Südwesten und Westen an Holohlavy, sowie an Habřina im Westen. Außerdem liegt der Ort an der Elbe. Die tschechische Hauptstadt Prag liegt etwa 128 Kilometer südwestlich von Černožice. Die gesamte Katasterfläche der Gemeinde beträgt 423 Hektar. Innerhalb der Gemeindegrenzen verläuft die Europastraße 67.

## Geschichte
Der Ort wurde im Jahr 1197 erstmals urkundlich erwähnt. Im Laufe der Jahrhunderte ist das Dorf mehrere Male niedergebrannt und wurde geplündert. Die Gemeinde verfügt über einen Bahnhof und liegt an der Bahnstrecke Pardubice–Zawidów. Außerdem ist Černožice mit einer Buslinie an die Nachbargemeinden verbunden.
Das kulturelle Leben in Černožice wird unter anderem von der örtlichen Freiwilligen Feuerwehr, dem Sportverein TJ Černožice, einem Kanusportverein, sowie dem Gartenbauverein geprägt. In der Gemeinde befinden sich eine Grundschule und ein Kindergarten.